# Martin-Luther-Straße (Berlin)
Martin-Luther-Straße (pol. Ulica Marcina Lutra) – ulica w berlińskiej dzielnicy Schöneberg. Jest główną arterią komunikacyjną w poddzielnicy, ma długość 2300 m.
W latach 1884–1893 ulica nosiła nazwę Rostocker Straße, a przez kolejne sześć lat Heinrich-Kiepert-Straße. W 1899 roku została jej nadana obecna nazwa na cześć reformatora religijnego Marcina Lutra.
Swój początek ma w północnej części dzielnicy, przy skrzyżowaniu ulic Kleiststraße oraz An der Urania, a koniec przy Innsbrucker Platz, gdzie łączy się z Hauptstraße. W 1963 roku przyłączono do Martin-Luther-Straße północny odcinek od ulicy Motzstraße do Kleiststraße noszący nazwę Lutherstraße, który do 1938 roku należał do Charlottenburga.